# Prothema angulifera
Prothema angulifera là một loài bọ cánh cứng trong họ Cerambycidae.